# ایبدس
ایبدس (به اسپانیایی: Ibdes) یک دهستان در اسپانیا است که در استان ساراگوسا واقع شده‌است. ایبدس ۵۶ کیلومتر مربع مساحت و ۵۴۱ نفر جمعیت دارد.